# Penei Sewell
(en) Statistiques sur pro-football-reference
Penei Sewell, né le 9 octobre 2000 à Malaeimi (en) dans les Samoa américaines, est un joueur américain de football américain qui évolue au poste d'offensive tackle.

## Biographie

### Carrière universitaire
Il rejoint l'université de l'Oregon et leur équipe des Ducks en 2018. Il devient titulaire au poste de tackle gauche dès a première saison, mais celle-ci est limitée par une blessure à la cheville. Il gagne une réputation nationale durant la saison 2019 en s'affirmant comme un des meilleurs joueurs de ligne offensive au niveau universitaire. Il remporte le trophée Outland du meilleur joueur de ligne intérieure universitaire en plus d'être sélectionné dans l'équipe-type All-America. 
Il décide de ne pas prendre part à la saison 2020 en raison de la pandémie de Covid-19 et pour pouvoir se préparer en vue de la draft 2021 de la NFL.

### Carrière professionnelle
Il est sélectionné par les Lions de Détroit en 7e position de la draft 2021 de la National Football League. Il signe par la suite un contrat de 4 ans pour 24,1 millions de dollars garantis avec les Lions.
Avec la présence de Taylor Decker comme tackle gauche, la position de Sewell durant sa carrière universitaire, il est donc prévu qu'il joue comme tackle droit avec les Lions. Néanmoins, avec la blessure de Decker lors du camp d'entraînement, les Lions placent Sewell comme titulaire au côté gauche pour le début de la saison 2021. Lors du premier match de la saison contre les 49ers de San Francisco, il est opposé au defensive end Nick Bosa  et performe bien durant son premier match professionnel malgré un sack concédé,. Après avoir joué les huit premiers matchs dans le côté gauche, il est replacé au côté droit après le retour de Taylor Decker. Il est sélectionné dans l'équipe-type des débutants de la ligue par la Pro Football Writers Association en fin de saison.